# Justin Bieber
Justin Drew Bieber (London, Ontario, 1994. március 1. –) kétszeres Grammy-díjas kanadai pop- és R&B-énekes. Biebert a YouTube videomegosztó weboldalon Scooter Braun fedezte fel 2008-ban, és később a menedzsere lett. Scooter megismertette Usherrel Atlantában, nem sokkal később szerződést kötött a Raymond Braun Media Grouppal (RBMG), ami Usher és Scooter közös vállalata, majd L.A. Reid lemezszerződést ajánlott neki az Island Recordshoz.
2009-ben megjelent Bieber debütáló, One Time című kislemeze, amely tíz országban került a slágerlisták legjobb 30 száma közé. A dalt a My World című debütáló EP követte 2009. november 17-én, amely az Egyesült Államokban platinalemez lett. Ő lett az első előadó, akinek a legelső albumáról hét dala is felkerült a Billboard Hot 100-as listájára.
Bieber első, teljes hosszúságú albuma My World 2.0 címmel jelent meg 2010. március 23-án, és hasonló sikereket ért el: számos országban került az albumlisták élére vagy a legjobb tíz közé, az Egyesült Államokban pedig szintén platinastátuszt ért el. A Baby című száma világsikert arató dal volt 2010 januárjában, melynek videóklipje a YouTube történetének egyik legnézettebb videójává vált. Albumainak népszerűsítésére My World Tour címmel indult önálló turnéra. 2011 elején került bemutatásra 3D-s életrajzi koncertfilmje, a Never Say Never.
2011 novemberében megjelent Justin karácsonyi stúdióalbuma, az Under the Mistletoe, ami a Billboard 200-as toplistán 1. lett. 2012-ben kiadta legújabb albumát, a Believe-t. A lemezből később egy akusztikus verzió, és egy újabb koncertfilm is megjelent, amely az album nevét viseli.
Hosszú kihagyás után Justin 2015. augusztus 29-én kiadta What Do You Mean című számát, ami a vezető dala lett 4. stúdióalbumának, a Purpose-nak.
A Purpose album után Justin számos sikeres kollaborációban vett rész, beleértve a Cold Water-t, a Let Me Love You-t, a Despacito című szám remixét és az I'm the One-t.
Bieber karrierje során rengeteg díjat nyert el és számos rekordot döntött meg. 2016-ban pedig Grammy-díjat szerzett a Where Are Ü Now című számáért.

## Élete
Justin Bieber 1994. március 1-jén született az Ontario állambeli Londonban, és Sratfordban (Ontario) nevelkedett. Édesanyja, Pattie Mallette 18 éves volt, amikor terhes lett Bieberrel. Pattie alacsony fizetésű irodai munkákat vállalt, és egyedülálló anyaként nevelte fel Biebert egy bérlakásban. Bieber tartotta a kapcsolatot apjával, Jeremy Bieberrel, aki feleségül vett egy másik nőt, és már van két gyerekük. Majd 2018-ban újra házasodott egy másik nővel és tőle is lett egy gyereke. A mostani feleségének van egy gyereke az előző kapcsolatából is.
Gyermekkorában érdekelte a jégkorongozás, a futballozás, a sakkozás, és gyakran tartotta magát feltörekvő zenésznek. Önállóan megtanult zongorázni, dobolni, gitározni, és trombitálni. 2007 elején, 12 éves korában második helyezést ért el egy stratfordi énekversenyen Ne-Yo So Sick című dalának előadásával.
Édesanyja, Pattie feltöltött az előadásáról egy videót YouTube-ra azért, hogy a családjuk és barátaik is lássák. Később Pattie folytatta a feltöltést, melyeken Bieber számtalan R&B dalt dolgozott fel, majd a videók egyre növekvő népszerűségre tettek szert.
2018-ban összeházasodott a modell Hailey Bieber-el, akivel 2024 májusában jelentették be, hogy babát várnak, majd augusztus második felében megszületett első közös gyermekük Jack Blues Bieber.

## Karrier

### 2008–2009: Felfedezése és a My World
Scooter Braun videókat keresett egy másik énekesről, és véletlenül kattintott Bieber egyik videójára, amely lenyűgözte, és felvette Pattie-vel a kapcsolatot. A keresztény Mallette eleinte vonakodott Braun vallási származása miatt, de végül beleegyezett hogy demófelvételeket készítsen ekkor 13 éves fiával Atlantában. Egy héttel Atlantába érkezése után Bieber Usher R&B előadónak énekelve mutatta meg tehetségét. Nem sokkal később leszerződött a Raymond Braun Media Group-hoz (RBMG), Braun és Usher közös vállalkozásához. Justin Timberlake is szerette volna leszerződtetni Biebert, de ő ekkor már Usher-rel kezdett el dolgozni. 2008 októberében Usher az Island Records lemezkiadóval szerződtette le Biebert. Ezután Bieber és anyja Atlantába költöztek, hogy beindulhasson a fia karrierje. Braun lett Bieber menedzsere.
Bieber első kislemeze, a One Time még debütáló albuma befejezése előtt, 2009 júliusában a rádiókba került A dal 12. helyet ért el a kanadai Hot 100-as slágerlistán már egy héttel kiadása után, a Billboard Hot 100-on pedig 17. lett. 2009 őszén az egész világon nagy sikereket ért el. A dal platinalemez lett Kanadában és az Egyesült Államokban, Ausztráliában és Új-Zélandon pedig aranylemez. Bieber első albuma, a My World című középlemez 2009. november 17-én jelent meg. Ezután három kislemez jelent meg róla az iTunes online boltban: a "One Less Lonely Girl", a "Love Me", és a "Favorite Girl". A One Less Lonely Girl a rádiókhoz is eljutott, és a legjobb tizenöt közé került az Egyesült Államokban és Kanadában. A My World album platinalemez lett az Egyesült Államokban, és duplaplatina az Egyesült Királyságban és Kanadában. Az album népszerűsítésére Bieber számos TV-műsorban fellépett, úgy mint a The Next Star, a The Today Show, a The Wendy Williams Show, a The Ellen DeGeneres Show, az It's On with Alexa Chung, a Good Morning America, a Chelsea Lately vagy a 106 & Park, ahol Rihannával együtt lépett fel. 2009 végén, még vendégszerepet is kapott a True Jackson-ban.
2009. december 20-án Bieber Stevie Wonder Someday at Christmas című számát énekelte el Barack Obama amerikai elnöknek és a first lady-nek, Michelle Obamának a Fehér Ház Christmas in Washington című rendezvényén, melyet a TNT tévétársaság közvetített. Azok között az előadók között is ott volt, akik 2009. december 31-én léphettek fel a "Dick Clark's New Year's Rockin' Eve with Ryan Seacrest" című műsorban.

### 2010–2011: My World 2.0 és a Never Say Never

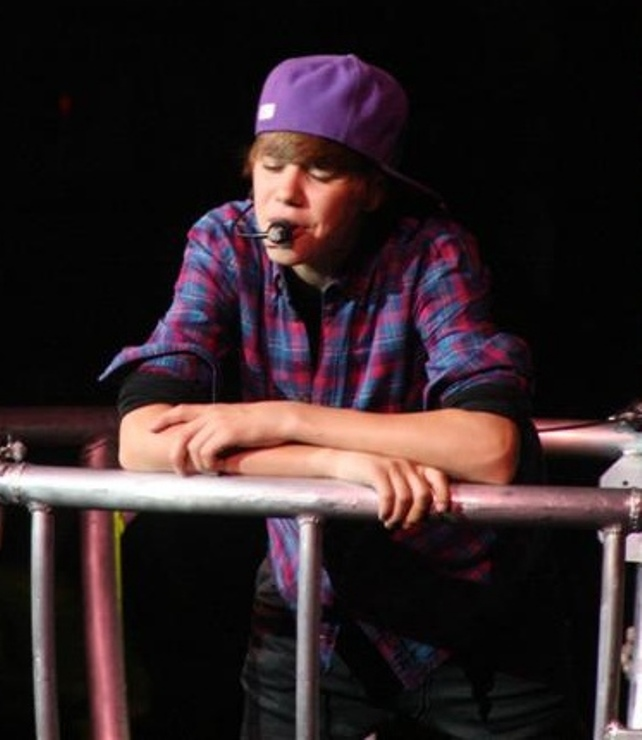
Bieber előadás közben az indianapolisi (USA) Conseco Fieldhouse sportarénában 2010 augusztusában

2010. január 31-én Bieber fellépett az 52. Grammy-díjkiosztó gálán. Később részt vett több jótékonysági dal felvételében, melyek a haiti földrengés túlélőinek megsegítésére, jótékonysági céllal születtek. A We Are The World 25. évfordulós feldolgozásában a nyitósorokat énekli (az eredeti változatban Lionel Richie énekelte), K'naan Wavin' Flag-jének feldolgozásában pedig több fiatal kanadai zenésszel énekelt együtt, és Young Artists for Haiti néven adták ki a dalt.
2010 januárjában jelent meg Bieber Baby című, Ludacris közreműködésével készült kislemeze is, amely az első kiadott dala lett My World 2.0 című albumának. A Baby Bieber eddigi legnagyobb sikere. Ötödik helyre jutott az Egyesült Államok slágerlistáján, és hét országban került a legjobb tíz közé. Két digitális kislemez követte a számot – a Never Let You Go és a U Smile –, melyek az Egyesült Államok Hot 100-as listán benne voltak a top 30-ban, Kanadában pedig a top 20-ban. Bieber első nagylemeze az értékeléseket összegző Metacritic szerint „javarészt kedvező kritikákat” kapott. Az első helyen nyitott az amerikai Billboard 200-as listán, s ezzel Bieber lett a legfiatalabb férfi előadó, aki első lett a listán Stevie Wonder 1963-as sikere óta. A My World 2.0 első lett Kanada, Írország, Ausztrália, és Új-Zéland albumlistáin is, és a legjobb tíz közé került tizenöt országban. Bieber többek között a 2010-es Kids Choice Awardson, illetve a The Late Show with David Letterman, a The Dome, és a 106 and Park című tévéműsorokban népszerűsítette az albumot. Sean Kingston a közreműködő előadó az "Eenie Meenie" kislemezen, amely szintén Justin albumán van. A dal az Egyesült Királyságban és Ausztráliában benne volt a top 10-ben, más országokban a top 20-ban.
2010. április 10-én Bieber volt a vendég a Saturday Night Live-ban. Július 4-én a Macy's Fourth of July Fireworks Spectacularon lépett fel New Yorkban. Az album második fizikai formátumban megjelenő kislemeze a Somebody to Love lett. A dal egy remixváltozatában Bieber mentora, Usher is énekel.
2010. június 23-án Bieber elindult első saját koncertturnéjára a My World és My World 2.0 népszerűsítésére. 2010 júliusában Bieber lett az internet legkeresettebb híressége. Ugyanebben a hónapban Baby című dalának klipje a YouTube addigi legnézettebb videójává vált, megelőzve Lady Gaga Bad Romance klipjét nézettségben.
Justin következő albuma 2011-ben jelent meg. A lemezen többek között Taio Cruz-zal és Dr. Dre-vel is együtt dolgozik. 2011 februárjában került bemutatásra egy róla készült 3D-s film Never Say Never címmel, melyet a Step Up 3D-t is jegyző Jon Chu rendezett. A Rotten Tomatoes szerint a film 65%-ban pozitív kritikákat kapott, és „tagadhatatlanul szórakoztatóként” jellemezte azt.

### 2011–2015: Believe, Journals és egyéb projektek
2011 végén Justin elkezdte felvenni a 3. albumát, a Believe-t. A következő héten az énekes az Ellen DeGeneres Show-ban jelentette be, hogy az első kislemez a korongról a Boyfriend lesz és 2012. március 26-án jelenik majd meg. A szám 2. helyezést ért el az amerikai Billboard Hot 100 toplistán és ez a dal lett Bieber első száma, ami az 1. helyet érte el a kanadai Hot 100 toplistán, és ott is maradt még egy hétig.
A Believe 2012. június 19-én jelent meg az Island Records által. Ez az album kissé eltér a már megszokott tini pop hangzástól, inkább dance-pop-ot és R&B-t hallhatunk benne. A lemez a Billboard 200-as toplistán az első helyezést érte el, ezen kívül Kanadában 57.000 példány kelt el belőle csak az első héten, így a Canadian Albums Chart élére is felkerült. A Believe Tour, ami az album promotálására indult, szeptemberben kezdődött el Arizona-ban. December 14-én Justin újra az Ellen DeGeneres Show-ba látogatott el, ahol bejelentette, hogy legújabb lemezéből egy akusztikus verziót is ki fog adni, a Believe Acoustic-ot, ami végül 2013. január 29-én jelent meg.
A kanadai énekes 2013. február 9-én a Saturday Night Live-be tért vissza fellépőként és házigazdaként is. Március 7-én Justin a turné egyik állomásán, London-ban a backstage-ben elájult, majd később kórházba vitték. Augusztus közepén kiszivárgott egy remix verziója Michael Jackson korábbi nem megjelent számának a "Slave To The Rhythm"-melyben Justin is énekelt, de a sok kritika miatt a Michael Jackson Estate nem hatalmazta fel a remixet és megpróbálta eltávolítani a számot annyi helyről, amennyiről csak tudta. Később Justin egy újabb száma, a "Twerk" Lil Twist-tel és Miley Cyrus-szal szintén kiszivárgott.
2013. október 3-án Bieber bejelentette, hogy minden hétfőn egy új számot jelentet meg 10 héten keresztül, mint egy felvezető Justin új filmjének, a Justin Bieber's Believe, ami 2013. december 25-én jelent meg. Az első szám a 'Music Mondays'-ből a Heartbreaker volt, ami október 7-én jelent meg. A 2., az All That Matters október 14-én került ki, ezt követte a Hold Tight, a Recovery, majd a Bad Day, ezután pedig a All Bad. A 7. szám, a PYD volt R. Kelly-vel, és ezt követte a Roller Coaster, majd a Change Me. A legutolsó szám a Confident lett Chance the Rapper-rel, és december 9-én jelent meg. Ugyanezen a napon Justin bejelentette, hogy ez a 10 szám a legújabb albumára, a Journals-ra kerül majd fel. Az album tartalmazott még 5 meg nem jelent számot, egy videóklippet az 'All That Matters'-höz és egy előzetest Believe filmhez. 
A Journals csak az iTunes-on volt elérhető és csak limitált ideig: 2013. december 23-tól 2014. január 9-ig.
2014 novemberében az ausztrál énekesnek, Cody Simpson-nak és Justinnak egy közös száma jelent meg, a Home to Mama.
Az Universal Music tagja, az Island Def Jam Music Group 2014. áprilisi feloszlása miatt Bieber és még számos előadó átkerült az UMG-hez tartozó Def Jam Recordings kiadóhoz, így Justin és a többiek már nem az Island Records-hoz tartoztak.
2015 februárjában Justin megjelentette legújabb számát, a Where Are Ü Now-ot Jack Ü-vel.

### 2015–2019: Purpose és egyéb projektek
2015. augusztus 28-án Justin egy új számmal "tért vissza", a What Do You Mean?-nel, ami a vezető dala lett 4. stúdióalbumának, a Purpose-nek. A What Do You Mean az énekes első olyan száma, mely a Billboard Hot 100-as toplista élére került. Justin ezzel a világ legfiatalabb férfi előadója lett, akinek dala a lista csúcsán van, így egy Guinness Világ Rekord-ot is szerzett magának. Október 23-án Bieber kiadta 2. kislemezét is az albumról, melynek a címe Sorry. A szám szintén a Billboard Hot 100-ba került, az első 2 hónapban a 2. helyen állt, de januárban ez a szám is elnyerte az első helyezést. A 3. dal az albumról, a Love Yourself szintén az első helyezést érdemelte ki az Egyesült Államokban, ezzel majdnem egy évtized után Justin lett az első férfi énekes, akinek 3 listavezető száma van (a rekordot eddig Justin Timberlake tartotta). 4. kislemezként Justin a Company című számot választotta, mely 2016. március 8-án jelent meg.
A Purpose 2015. november 13-án jelent meg és a Billboard 200-as toplista élére került. A korong a 4. legkeresettebb album volt 2015-ben, több, mint 3 millió eladott példánnyal csak abban az évben. A Purpose Tour 2016. március 9-én kezdődött el Seattle-ben.
2016. július 22-én Bieber egy új számot adott ki, a Cold Water-t Major Lazer-rel együtt. A Billboard Hot 100-on a 2. helyezést érte el, ezzel újabb rekordokat döntve. Augusztusban a francia DJ-vel, DJ Snake-el megjelent közös száma, a Let Me Love You.
2017. április 16-án Luis Fonsi és Daddy Yankee egy remix verzióját jelentették meg számuknak, a Despacito-nak, melyben Justint hallhatjuk. Ez Justin első olyan száma, melyben spanyolul énekel. A szám azóta hatalmas népszerűségnek örvend, így újabb rekordokat döntött. Még szintén áprilisban Quavo-val, Chance the Rapper-rel és Lil Wayne-el hallhatjuk DJ Khaled I'm the One című számában. A dal újabb 1. helyet vont magával az USA-ban. Június 9-én, David Guetta-val egy újabb szám jelent meg, a 2U.
2018. július 27-én újra együtt dolgozott DJ Khaled-del a No Brainer című számában. Közre működött a zenében még Quavo és Chance the Rapper is. Majd hosszú kihagyás után Ed Sheeran-nel készített egy dalt, I don’t care-t, Ed új albumára.
2019. október 4-én Dan+Shay-al dolgozott együtt a 10,000 hours című számban. A video klipben mind a három zenész felesége is szerepel.

## Megítélése és internetes támadások
Sikerei ellenére Biebert számtalan kritika éri tinipop-zenéje, koránál fiatalabbnak tűnő megjelenése és hangja, illetve a fokozott médiafigyelem miatt. Az internetes társadalom egyik közkedvelt célpontjává vált többek között a 4chan és YouTube oldalakon, és számos Facebook-csoport is létrejött ezzel a céllal. A negatív érzések olyan sikeres támadásokat eredményeztek, mint amikor YouTube videóit meghackelve pornográf oldalakra irányították a videók nézőit vagy felugró ablakokban tájékoztattak Bieber haláláról autóbalesetben; Last.fm-es képeinek kicserélése pornográf képekkel; számtalan hamis pletykával, például hogy édesanyjának 50,000 dollárt ajánlottak egy félmeztelen borítóképért a Playboy magazintól. A weboldalak üzemeltetői a történtek után fokozottabb biztonsági intézkedéseket tettek, Bieber pedig Twitter-oldalán cáfolt minden rágalmat.
Az egyik legnagyobb visszhangot kiváltó támadóhadjárat az volt, amikor a 4chan, digg, és reddit felhasználók tömege arra voksolt az énekes honlapján található, jövőbeli turnéállomásról szóló szavazáson, hogy Észak-Koreába látogasson el My World turnéjával. Ugyanakkor elég valószínűtlen, hogy Bieber engedélyt kap az észak-koreai kormánytól vagy koncertszervezőitől az országba lépésre.
Rajongói neve a Beliebers.

## Diszkográfia

### Albumok
- My World 2.0 (2010)
- Under The Mistletoe (2011)
- Believe (2012)
- Believe Acoustic (2013)
- Journals (2013)
- Purpose (2015)
- Changes (2020)
- Justice (2021)

### EP-k
- My World (2009)

## Turnék
- Urban Behavior Tour (2009)
- My World Tour (2010–2011)
- Believe Tour (2012-2013)
- Purpose Tour (2016-2017)
- Justice World Tour (2022)

## Filmográfia, cameo szerepek

### Filmjei
- School Gyrls (2010)
- Justin Bieber: Soha ne mondd, hogy soha (2011)
- Men in Black – Sötét zsaruk 3. (2012)
- Katy Perry: Part of Me (2012)
- Zendaya: Behind the Scenes (2012)
- Justin Bieber: Believe (2013)
- Rossz kisfiú (Behaving Badly) (2014)
- Zoolander 2. (2016)

### Sorozatai
| Év           | Cím                          | Megjegyzés                            |
| ------------ | ---------------------------- | ------------------------------------- |
| 2009         | True Jackson, VP             | 2. évad 1. rész                       |
| 2010 és 2011 | CSI: A helyszínelők          | 11. évad 1. rész és 11. évad 15. rész |
| 2010         | Silent Library               | 203. rész                             |
| 2011         | A nagy házalakítás           | Epizód: „The Brown Family”            |
| 2011         | Tök véletlen                 | Epizód: „Justin Bieber”               |
| 2011         | Rob Dyrdek's Fantasy Factory | Epizód: „Welcome, Big Black”          |
| 2011         | David Haye Versus            | 2. rész                               |
| 2012         | Punk’d – SztÁruló            | Epizód: „Justin Bieber”               |
| 2012         | Ridiculousness               | Epizód: „Justin Bieber”               |
| 2013         | A Simpson család             | 24. évad 20. rész                     |
| 2015         | Comedy Central Roast         | Epizód: „Justin Bieber”               |
| 2015         | Repeat After Me              | 102. rész                             |
| 2015         | The Doctors                  | 97. rész                              |
| 2020         | Justin Bieber: Seasons       | 10.rész                               |

## Fordítás
- Ez a szócikk részben vagy egészben  a   Justin Bieber című angol Wikipédia-szócikk fordításán alapul.  Az eredeti cikk szerkesztőit annak laptörténete sorolja fel. Ez a jelzés csupán a megfogalmazás eredetét és a szerzői jogokat jelzi, nem szolgál a cikkben szereplő információk forrásmegjelöléseként.